# Bataille de Mochtchoun
Invasion de l'Ukraine par la Russie de 2022, Offensive de Kiev
Batailles
Offensive de Kiev (Jytomyr, Kiev) : 
- 1re Hostomel
- Tchernobyl
- Ivankiv
- Kiev
- 2e Hostomel
- Vassylkiv
- Boutcha
- Irpin
  - Bombardement de réfugiés
- Jytomyr
- Mochtchoun
- Makariv
- Brovary

Offensive du Nord (Tchernihiv, Soumy) :
- Hloukhiv
- Slavoutytch
- Bombardements
- Soumy
- Trostianets
- Tchernihiv
- Okhtyrka
- Lebedyn
- Konotop
- Romny
- Desna
- Escarmouches frontalières

Russie  (Briansk, Belgorod) :
- Incursions en Russie occidentale
  - Oblast de Briansk
  - Oblasts de Belgorod et de Koursk
    - Incursions de 2024

  - Bombardement de Belgorod
- Oblast de Koursk (août 2024)

Campagne de l'Est (Donetsk, Louhansk, Kharkiv)
Kharkiv :
- 1re Kharkiv
  - Tchouhouïv
  - Bombardements : en février
  - en mars
  - en avril
  - du bâtiment administratif
- Izioum
- 2e Kharkiv
  - Balaklia
  - 1re Koupiansk
  - Chevtchenkove
- 3e Kharkiv

Nord du Donbass:
- Starobilsk
- Sloviansk
  - Dovhenke
  - 1re Lyman
  - Sviatohirsk
  - Bohorodychne et Krasnopillia
  - Bombardements : Bilohorivka
  - Kramatorsk
- Sievierodonetsk
  - Kreminna
  - Donets
  - Roubijné
  - Popasna
  - Tochkivka
  - Massacre
- Lyssytchansk
- 2e Kharkiv
  - Balaklia
  - 1re Koupiansk
  - Chevtchenkove
  - 2e Lyman
- Oblast de Louhansk
  - Ligne Svatove-Kreminna
  - Serebryansky
  - 2e Koupiansk

 Centre du Donbass:
- Horlivka
- Popasna
- Svitlodarsk
- Bakhmout
  - Soledar
- Siversk
- Tchassiv Iar
- Toretsk
- Kourakhove
- Velyka Novossilka
- Novopavlivka

Sud du Donbass :
- Volnovakha
- Marioupol
  - Bombardements : de l'hôpital
  - du théâtre
  - de l'école d'art
- Pisky
- Vouhledar
  - Pavlivka
- Marïnka
- Contre-offensive de 2023
- Avdiïvka
- Novomykhaïlivka
- Pokrovsk
  - Krasnohorivka
  - Toretsk
- Bombardements :
- Makiïvka
- Donetsk

Campagne du Sud (Mykolaïv, Kherson, Zaporijjia)
- 1re Kherson
- Odessa
- Melitopol
- Mykolaïv
  - Bombardements : à fragmentation
  - du bâtiment administratif
- 1re Berdiansk
- Zaporijjia
- Tchornobaïvka
- Enerhodar
- Voznessensk
- Houliaïpole
- Davydiv Brid
- 2e Berdiansk
- Nova Kakhovka
- 2e Kherson
  - Doudtchany
- Dniepr
- Tchoulakivka
- Contre-offensive de 2023
  - Robotyne

Frappes aériennes dans l'Ouest et le Centre de l'Ukraine
- Lviv (02/2022)
- Vinnytsia (03/2022)
- Yavoriv (03/2022)
- Deliatyne (03/2022)
- Dnipro
- Rivne

Guerre navale
- Île des Serpents (02/2022)
- Moskva (04/2022)

Attaques en Crimée
- Novofedorivka (08/2022)
- Djankoï (08/2022)
- Pont de Crimée (10/2022)
- Base navale de Sébastopol (10/2022)
- Pont de Crimée (07/2023)
- Base navale de Sébastopol (09/2023)

Débordement
- Aéroport de Millerovo
- Sabotages en Russie
- Attaques en Transnistrie
- Sabotage des gazoducs Nord Stream
- Terrain d'entraînement militaire de Soloti
- Explosions en Pologne
- Bases aériennes de Dyagilevo et Engels-2
- Base aérienne de Minsk-Matchoulichtchi
- Crise russo-moldave de 2023
  - Accusations de tentative de coup d'État en Moldavie
- Incident de drone de 2023 en mer Noire
- Rébellion du groupe Wagner

Massacres
- Tchernihiv
- Boutcha
- Borodianka
- Olenivka
- Izioum

La bataille de Mochtchoun est une série d'affrontements militaires pour le contrôle du village de Mochtchoun (en) et de ses environs durant la phase initiale de l'invasion de l'Ukraine par la Russie en 2022. La bataille se déroule du 5 au 21 mars 2022, et a été décrite comme « une des plus féroces et importantes batailles pendant la défense de Kiev ».

## Contexte
Après que les parachutistes russes ont pris le contrôle de l'aéroport de Hostomel le 25 février 2022, le groupe principal des forces russes lance une offensive massive sur Kiev depuis la Biélorussie à travers la zone d'exclusion de Tchernobyl. Dans une avancée rapide, les troupes russes s'emparent de Tchernobyl, Ivankiv, Dymer, et Borodianka. Ils traversent également la banlieue de Boutcha.
Avec l'ordre de ralentir l'avancée russe, les Ukrainiens font sauter les ponts qui enjambent la rivière Irpine et se replient derrière. Les bombardements et les combats se poursuivent le long de la rivière pendant plusieurs jours.

## Forces en présence

### Russie
Forces aéroportées russes
- 98e division aéroportée de la Garde[5]
  -  331e régiment aéroporté de la Garde[6],[7]

 Marine russe
- Flotte du Pacifique
  -  155e brigade d'infanterie navale de la Garde[8]

### Ukraine
Armée de terre ukrainienne
- 72e brigade mécanisée[9]
  - 2e bataillon mécanisée[10]

Garde nationale de l'Ukraine
- 1re brigade de la garde nationale[11]
- Unité spéciale Omega[12]

## Bataille

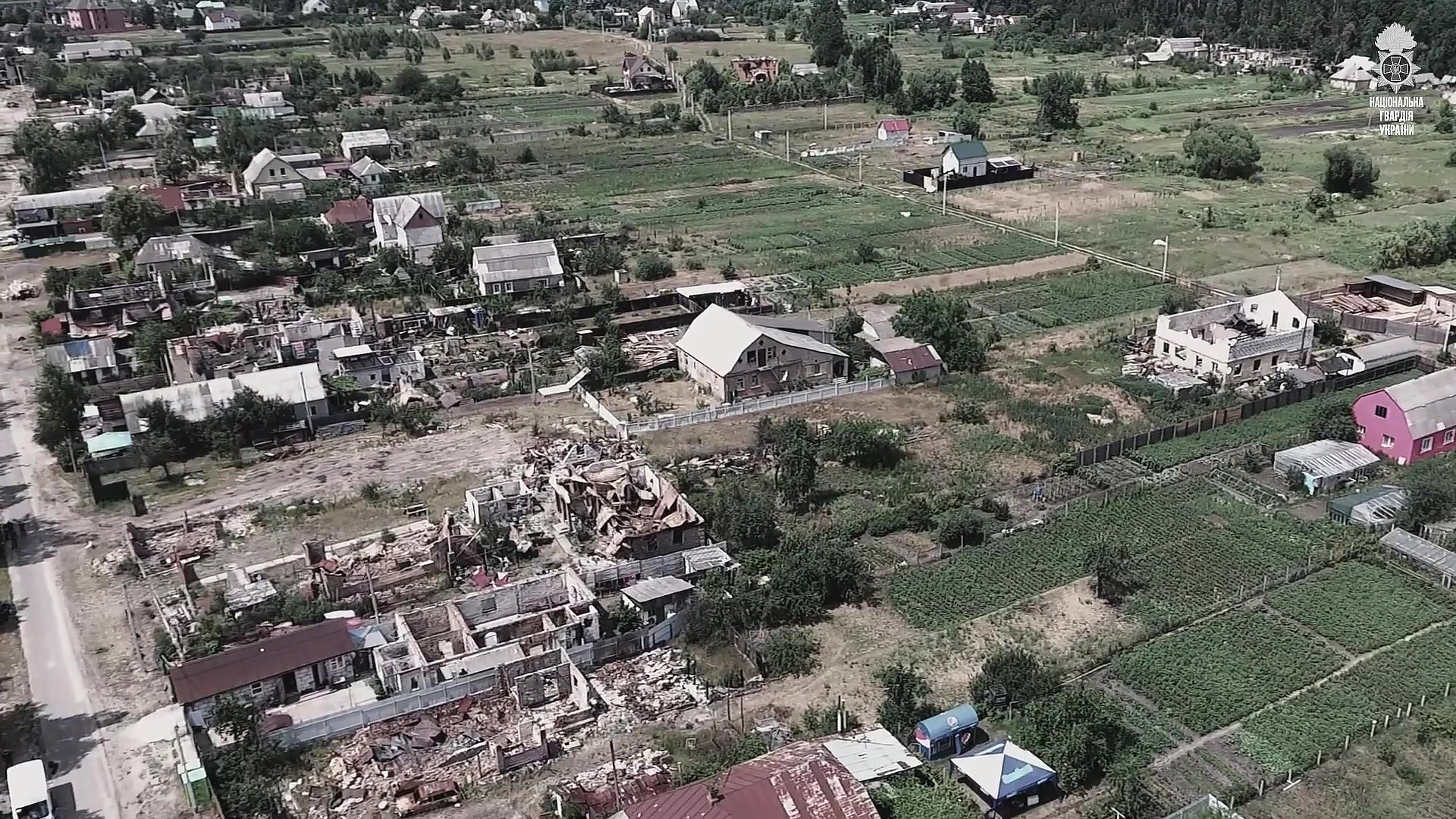
Image de la bataille de Mochtchoun

Le 5 mars, un petit nombre de forces spéciales russes est  entré et a occupé le nord-ouest de Mochtchoun.
Le matin du 6 mars, un grand nombre de troupes russes ont commencé à traverser la rivière. À ce moment, la défense de Mochtchoun était seulement assurée par une compagnie de la 72e brigade mécanisée dirigée par le capitaine Kovalenko. Sous pression, les troupes ukrainiennes se replient dans le centre du village et se regroupent. Plus tard, les forces spéciales ukrainiennes équipées d'armes antichars arrivent en renfort. Les Russes attaquent de façon ininterrompue le village avec des frappes de missiles Grad, de tirs d'artillerie, mortiers, d'aviation et d'hélicoptères d'attaque. Les Russes parviennent également à réduire les capacités de drones et de communications ukrainiennes dans la zone en utilisant des tactiques de guerre électronique,.
À la mi-mars, les forces russes font toujours face à une résistance féroce des défenseurs ukrainiens dans la ville voisine d'Irpine ainsi que d'autres zones à l'ouest de la capitale. N'ayant pas réussi à briser les lignes de défense ukrainiennes dans ces différentes zones, l'armée russe choisit de prioriser une avancée sur Kiev à travers Mochtchoun,.
Au début de la guerre, une partie du barrage de Kozarovytchi (uk) a été détruite afin de permettre à l'eau du réservoir de Kiev de pénétrer dans la rivière Irpine, dans le but d'élever son niveau et de créer une barrière naturelle. La rivière dépassait ses rives de 1,5 à 2 mètres, rendant la traversée difficile. Les inondations ont rendu impossible aux troupes russes stationnées à l'aéroport de Hostomel d'atteindre Mochtchoun, qu'elles considéraient comme une porte d'entrée vers Kiev,.
Le 11 mars, les troupes russes lancent une attaque massive sur Mochtchoun de tous les côtés. Les troupes ukrainiennes amènent des renforts vers le village dans une tentative de repousser l'attaque. Sous la pression de violents tirs d'artillerie, les forces ukrainiennes se replient progressivement dans la périphérie du village les jours suivants. En conséquence, les troupes ukrainiennes installent des positions défensives dans la forêt près de Mochtchoun. Le 13 mars, les sources ukrainiennes affirment que la 155e brigade d'infanterie navale de la Garde a subi la perte de 600 tués et autant de blessés durant la bataille. Le 14 mars, Oleksandr Vdovytchenko (uk), le commandant de la 72e brigade mecanisée, demande l'autorisation au commandant en chef de l'armée ukrainienne, Valeri Zaloujny, de battre en retraite et de se retirer de Mochtchoun. Le général lui répond en disant « Si vous partez, ensuite ça sera Kiev », « Nous cherchons des forces et des moyens ». Le commandant décide de poursuivre la défense du village et change de tactique. Vdovytchenko commence une rotation de ses troupes tous les trois jours, il précise : « à cause de l'intensité des bombardements et du froid, il est impossible pour eux de rester plus longtemps ». Il fait également parvenir un bataillon supplémentaire dans la bataille,.
Quelques jours plus tard, les unités ukrainiennes encerclent Mochtchoun de deux côtés et commencent à frapper lourdement les troupes russes concentrées dans le village et autour de la rivière. L'armée ukrainienne parvient à repousser les Russes au-delà de la rivière Irpine.
Le 21 mars, les Forces armées d'Ukraine libèrent complètement le village de Mochtchoun de l'occupant russe.

## Valeur militaire
Mochtchoun devient un avant-poste important pour la défense de Kiev. Les forces russes ont vu dans ce village, une position stratégique qu'ils devaient contrôler pour entrer dans Kiev par le nord et prendre la ville. L'armée russe a envoyé des unités très qualifiées et fortement équipées appuyées par de l'artillerie et des frappes aériennes pour conquérir le village. En dépit d'une situation difficile, l'armée ukrainienne est parvenue à stopper l'offensive russe et plus tard repousser les Russes de la rive gauche de la rivière Irpine.

## Conséquences
Les pertes, pour la Russie, de Mochtchoun, Irpin, Makariv, et d'autres communes ont contribué à sa décision de se retirer totalement de l'oblast de Kiev.
Durant la bataille, entre 2 000 et 2 800 bâtiments ont été détruits à Mochtchoun.